# Дубровка (Багратіоновський район)
Дубровка (рос. Дубровка) — селище Багратіоновського району, Калінінградської області Росії. Входить до складу Долгоруковського сільського поселення.
Населення — 158 осіб (2015 рік).

## Географія
Селище розташоване за 8 км від районного центру — міста Багратіоновська, 32 км від обласного центру — міста Калінінграда та 1095 км від Москви.

## Історія
Мало назви Ґьоркен, Клауссен, Пільцен до 1946 року.

## Населення
За даними перепису 2010 року, у селі мешкало 158 осіб, з них 77 (48,7 %) чоловіків та 81 (51,3 %) жінок. Згідно з переписом 2002 року, у селі мешкало 184 осіб, з них 89 чоловіків та 95 жінок.